# Arrondissement de Rottal-Inn
L'arrondissement de Rottal-Inn est un arrondissement  (Landkreis en allemand) de Bavière   (Allemagne) situé dans le district (Regierungsbezirk en allemand) de Basse-Bavière. 
Son chef lieu est Pfarrkirchen.

## Villes, communes & communautés d'administration
(nombre d'habitants en 2006)
| Städte 1. Eggenfelden (14 110) 2. Pfarrkirchen (11 812) 3. Simbach am Inn (9 878) Märkte 1. Arnstorf (6 655) 2. Bad Birnbach (5 533) 3. Gangkofen (6 539) 4. Massing (4 061) 5. Tann (3 937) 6. Triftern (5 350) 7. Wurmannsquick (3 631) Verwaltungsgemeinschaften 1. Bad Birnbach (Markt Bad Birnbach et commune Bayerbach) 2. Ering (Communes Ering et Stubenberg) 3. Falkenberg (Communes Falkenberg, Malgersdorf et Rimbach) 4. Massing (Communes Geratskirchen et Markt Massing) 5. Tann (Communes Reut et Markt Tann) | Gemeinden 1. Bayerbach (1 659) 2. Dietersburg (3 159) 3. Egglham (2 415) 4. Ering (1 899) 5. Falkenberg (3 915) 6. Geratskirchen (882) 7. Hebertsfelden (3 738) 8. Johanniskirchen (2 468) 9. Julbach (2 312) 10. Kirchdorf am Inn (5 293) 11. Malgersdorf (1 199) 12. Mitterskirchen (2 080) 13. Postmünster (2 345) 14. Reut (1 799) 15. Rimbach (877) 16. Roßbach (2 907) 17. Schönau (2 002) 18. Stubenberg (1 487) 19. Unterdietfurt (2 138) 20. Wittibreut (2 097) 21. Zeilarn (2 235) Pas de Gemeindefreie Gebiete |